# Carry-On
Carry-On (prt: Bagagem de Mão; bra: Bagagem de Risco) é um filme de ação e suspense americano de 2024, dirigido por Jaume Collet-Serra e escrito por T.J. Fixman. É estrelado por Taron Egerton, Sofia Carson, Danielle Deadwyler e Jason Bateman. A trama segue um jovem agente da TSA que é chantageado para permitir que um agente nervoso seja embarcado em um voo na véspera de Natal. Foi lançado na Netflix em 13 de dezembro de 2024 e recebeu críticas positivas, se tornando o filme mais assistido na semana de estreia entre todos os lançamentos da plataforma em 2024.

## Enredo
Ethan Kopek, um oficial da Transportation Security Administration (TSA) no Aeroporto Internacional de Los Angeles, se tornou cínico e desmotivado após ser reprovado na academia de polícia por ocultar o histórico criminal de seu pai. Na véspera de Natal, sua namorada grávida, Nora, o incentiva a se inscrever novamente e seguir seu sonho. Em vez disso, Ethan pede ao seu supervisor, Phil Sarkowski, para designá-lo para gerenciar uma fila de inspeção de bagagens, na esperança de mostrar seu valor para uma promoção.
Durante seu turno, Ethan recebe um fone de ouvido, através do qual é contatado por um mercenário implacável, conhecido por Passageiro, que o ordena a deixar uma mala específica passar pelo scanner — ou Nora será morta. O cúmplice do Passageiro, o Observador, monitora Ethan remotamente, frustrando suas tentativas de alertar as autoridades. Ethan secretamente avisa seu colega, Lionel, usando uma mensagem escrita com tinta invisível. No entanto, antes que Lionel possa agir, o Passageiro o envenena com aconitina, causando um ataque cardíaco fatal.
Devido ao comportamento aparentemente estranho de Ethan, seu amigo Jason assume sua posição. O Passageiro diz a Ethan que matará Jason, se necessário, para executar seu plano, então Ethan faz com que Jason seja demitido, incriminando-o por estar bêbado no trabalho. Conforme instruído, Ethan permite que um homem passe com a mala de mão, vendo o nome Mateo Flores em seu cartão de embarque. O Passageiro então revela o conteúdo da mala: Novichok, um agente nervoso letal e incurável.
Enquanto isso, a detetive Elena Cole, do Los Angeles Police Department (LAPD), investiga um duplo homicídio e descobre que as vítimas haviam contrabandeado Novichok para o país. Cole alerta o Departamento de Segurança Interna (DHS) e liga a ameaça à chamada cancelada de Ethan para o 911. Em resposta, uma varredura em todo o terminal é ordenada. Ethan adiciona Mateo à lista de passageiros sinalizados para inspeção. No entanto, o Passageiro desconfia da interferência de Ethan e o confronta no banheiro. Ethan aponta a arma de plástico do Passageiro para ele e, em retaliação, o Passageiro arma a bomba de Novichok.
Sarkowski detém Mateo para inspeção, mas Ethan intervém, mantendo ambos sob a mira da arma de plástico. Mateo apunhala Sarkowski fatalmente depois que Ethan se recusa a atirar nele, e revela que também está sendo coagido; o Observador está mantendo o marido de Mateo, Jesse, como refém. Com o tempo se esgotando, o Passageiro orienta Ethan a redefinir a bomba. Em seguida, Mateo recebe a ordem de matar Ethan e acaba pegando a arma de plástico, mas é morto quando ela superaquece e explode em sua mão. O Passageiro recupera a mala com o Novichok e ordena que o Observador mate Nora. Ethan usa o telefone de Mateo para alertá-la. Nora escapa por pouco do Observador, que é finalmente morto por Jesse.
A caminho do aeroporto com o agente do DHS John Alcott, Cole logo percebe que o agente é um impostor—um dos cúmplices do Passageiro—e o mata em legítima defesa. Ao chegar no aeroporto, Cole confronta Ethan, confirma a ameaça ativa e alerta o LAPD, iniciando o fechamento do terminal. Cole descobre que o alvo do Passageiro é uma congressista a bordo de um voo para Washington, D.C., que defende o aumento do financiamento para armamentos. O ataque com Novichok foi planejado para implicar a Rússia, garantindo a aprovação do Congresso para um aumento significativo nos gastos com defesa, enriquecendo assim os fabricantes de armas.
O Passageiro embarca no voo, sem saber que Ethan trocou a bomba para uma mala idêntica, mas maior, forçando-o a guardá-la no compartimento de carga do avião. Ethan infiltra-se no compartimento para desarmar a bomba, enquanto Nora convence Cole a permitir que o voo decole, evitando que o Passageiro desconfie. Quando Ethan começa a desmontar a bomba, o Passageiro recebe um alerta e o confronta, apontando uma arma. Antes que o Passageiro possa rearmar o Novichok e escapar com um paraquedas, Ethan o tranca dentro de uma unidade de refrigeração hermética com o agente nervoso, matando-o. O avião retorna com segurança ao aeroporto.
Um ano depois, Ethan, Nora e seu filho passam por um ponto de verificação da TSA enquanto se preparam para viajar para o Taiti com Jason e sua família. Ethan coloca seu distintivo da LAPD na bandeja de inspeção, saindo orgulhoso.

## Elenco
- Taron Egerton como Ethan Kopek, um homem de 30 anos que trabalha como oficial da TSA no Aeroporto Internacional de Los Angeles.
- Jason Bateman como Passageiro, um mercenário implacável que chantageia Ethan para entregar um pacote perigoso, que se revela ser Novichok.
- Sofia Carson como Nora Parisi, uma mulher de 27 anos que trabalha no aeroporto como gerente de companhia aérea. Nora é a namorada de Ethan e está grávida do filho deles.
- Danielle Deadwyler como Elena Cole, uma detetive do Los Angeles Police Department que está investigando sobre o Novichok.
- Theo Rossi como Observador, parceiro do Passageiro que o ajuda a espionar Ethan para garantir que o pacote passe pela triagem da TSA.
- Logan Marshall-Green como Agente Alcott, um agente do Departamento de Segurança Interna dos Estados Unidos que, na verdade, é um impostor e um dos cúmplices do Passageiro.
- Dean Norris como Phil Sarkowski, um agente sênior da TSA no aeroporto e supervisor de Ethan e Jason.
- Tonatiuh como Mateo Flores, um passageiro forçado a colaborar com o Passageiro, que mantém seu marido, Jesse, como refém.
- Sinqua Walls como Jason Noble, amigo de Ethan e também oficial da TSA. Jason é casado com Rochelle, e juntos eles têm dois filhos gêmeos.
- Curtiss Cook como Lionel Williams, colega de Ethan que trabalha como policial no aeroporto.
- Josh Brener como Herschel, parceiro de Elena que a ajuda a investigar os acontecimentos.
- Joe Williamson como Ron Dunn
- Gil Perez-Abraham como Eddie

## Produção
Em junho de 2021, a Amblin Partners assinou um acordo com a Netflix para produzir vários filmes por ano para a plataforma. Carry-On originalmente foi planejado para ser o primeiro filme a surgir de um acordo, com o primeiro rascunho do roteiro escrito por T. J. Fixman, ex-escritor da Insomniac Games, e Michael Green responsável por escrever outra versão do roteiro. Somente Fixman acabou sendo creditado pelo roteiro, enquanto Green recebeu um crédito de "Material Literário Adicional". Fixman pretendia que o filme fosse uma ilustração do dilema do bonde, um clássico dilema ético que envolve escolhas difíceis e suas consequências morais.
Em julho de 2022, foi anunciado que Taron Egerton foi confirmado para estrelar no papel principal de Ethan Kopek. Em agosto de 2022, Jason Bateman se juntou ao elenco do filme, coestrelando ao lado de Taron Egerton como o passageiro misterioso. Sofia Carson e Danielle Deadwyler se juntaram ao elenco em setembro de 2022. Theo Rossi se juntou ao elenco em outubro de 2022. Dean Norris, Logan Marshall-Green e Sinqua Walls foram algumas das oito novas adições ao elenco que se juntaram ao filme no final daquele mês.
Com um orçamento estimado de US$ 47 milhões, as gravações ocorreram em Nova Orleans, Luisiana, de setembro de 2022 a janeiro de 2023.
Fixman recebeu conselhos de especialistas sobre segurança aeroportuária, mas usou licença artística deliberadamente com os procedimentos da TSA para o bem da trama.

## Lançamento
Carry-On foi produzido pela DreamWorks Pictures, mas lançado sob a marca da Amblin Entertainment. O filme foi lançado na Netflix em 13 de dezembro de 2024.
Dez dias após seu lançamento, o filme alcançou 97 milhões de visualizações e se esperava que se tornasse um dos dez filmes mais assistidos na Netflix.

## Recepção
No site agregador de críticas Rotten Tomatoes, 87% das 87 avaliações dos críticos são positivas, com uma classificação média de 6,8/10. O consenso do site diz: "Taron Egerton e um Jason Bateman fora de seu habitual fazem ótimos adversários em Carry-On, um suspense retrô que passa por todos os pontos de lógica da trama com uma execução cheia de confiança." O Metacritic, que usa uma média ponderada, atribuiu ao filme uma pontuação de 68 de 100, baseada em 26 críticos, indicando críticas "geralmente favoráveis".
Sarah Little, escrevendo para o Screen Rant, disse: "O filme Carry-On da Netflix tem sido surpreendentemente divisivo nos dias seguintes à sua estreia, já que a maioria dos críticos aparentemente gostou do filme, enquanto o público (ironicamente) tem sido mais crítico em relação a ele."
A própria TSA observou que o filme contém imprecisões, mas elogiou os cineastas por retratar um oficial da TSA de forma heroica.